# 群馬県道122号八本松松井田線
群馬県道122号八本松松井田線（ぐんまけんどう122ごう はちほんまつまついだせん）は、群馬県高崎市榛名山字八本松から安中市松井田町新堀に至る一般県道である。

## 路線データ
- 起点：高崎市榛名山町字八本松205番の1（群馬県道211号安中榛名湖線交点）[注釈 1]
- 終点：安中市松井田町新堀（群馬県道33号渋川松井田線交点〈新堀交差点〉）[注釈 2]

## 歴史
- 1959年（昭和34年）9月18日：群馬県より現・道路法に基づき、県道八本松松井田線（群馬郡榛名町大字八本松 - 碓氷郡松井田町、整理番号51）として路線認定される[2]。
  - 同時に、前身路線にあたる県道恵宝沢松井田線（安中市大字西上秋間字恵宝沢 - 碓氷郡松井田町、整理番号79）が路線廃止される[3]。

## 重複区間
- 群馬県道48号下仁田安中倉渕線（高崎市倉渕町三ノ倉〈三ノ倉落合交差点〉 - 高崎市上里見町）

## 地理

### 通過する自治体
- 群馬県
  - 高崎市 - 安中市

### 交差する道路
- 群馬県道211号安中榛名湖線 - 高崎市榛名山町八本松（信号無交差点、起点）
- 国道406号、群馬県道48号下仁田安中倉渕線 - 高崎市倉渕町三ノ倉（三ノ倉落合交差点）
この先、高崎市上里見町まで群馬県道48号下仁田安中倉渕線と重複
- 群馬県道48号下仁田安中倉渕線 - 高崎市上里見町（信号無交差点）
- 群馬県道215号恵宝沢原貝戸線 - 安中市東上秋間（信号無交差点）
- 群馬県道125号一本木平小井戸安中線 - 安中市上後閑（信号無交差点）
- 群馬県道216号長久保郷原線 - 安中市松井田町国衙（国衙交差点） ※「こくが」と読む
- 国道18号松井田バイパス - 安中市松井田町松井田（松井田立体）
- 群馬県道217号松井田中宿線 - 安中市松井田町新堀（新堀交差点）